# Furtwangen im Schwarzwald
Furtwangen im Schwarzwald este un oraș universitar în Schwarzwald landul Baden-Württemberg, Germania.

## Date geografice
Furtwangen este situat central în Schwarzwald, la ca. 25 km vest de Villingen-Schwenningen și la 27 km est de Freiburg.
La marginea orașului are izvorul râul Breg. El este cel mai lung afluent de la izvorul Dunării și  curge prin Donaueschingen, unde confluază cu Brigach. Din această cauză, cei din Furtwangen, într-o dispută puțin glumeață, susțin idea că izvorul Dunării este de fapt la ei. În realitate nu există un izvor proriu zis al fluviului format prin confluarea lui Breg și Brigach.

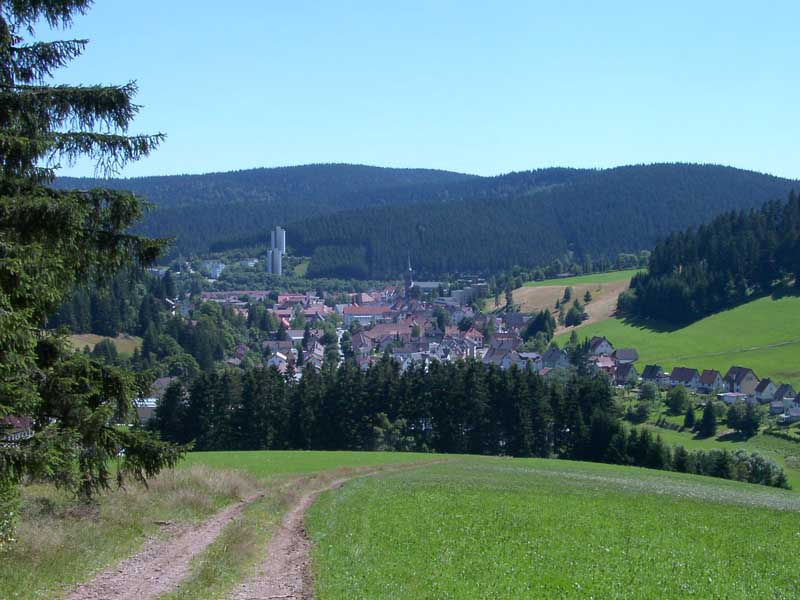
Furtwangen

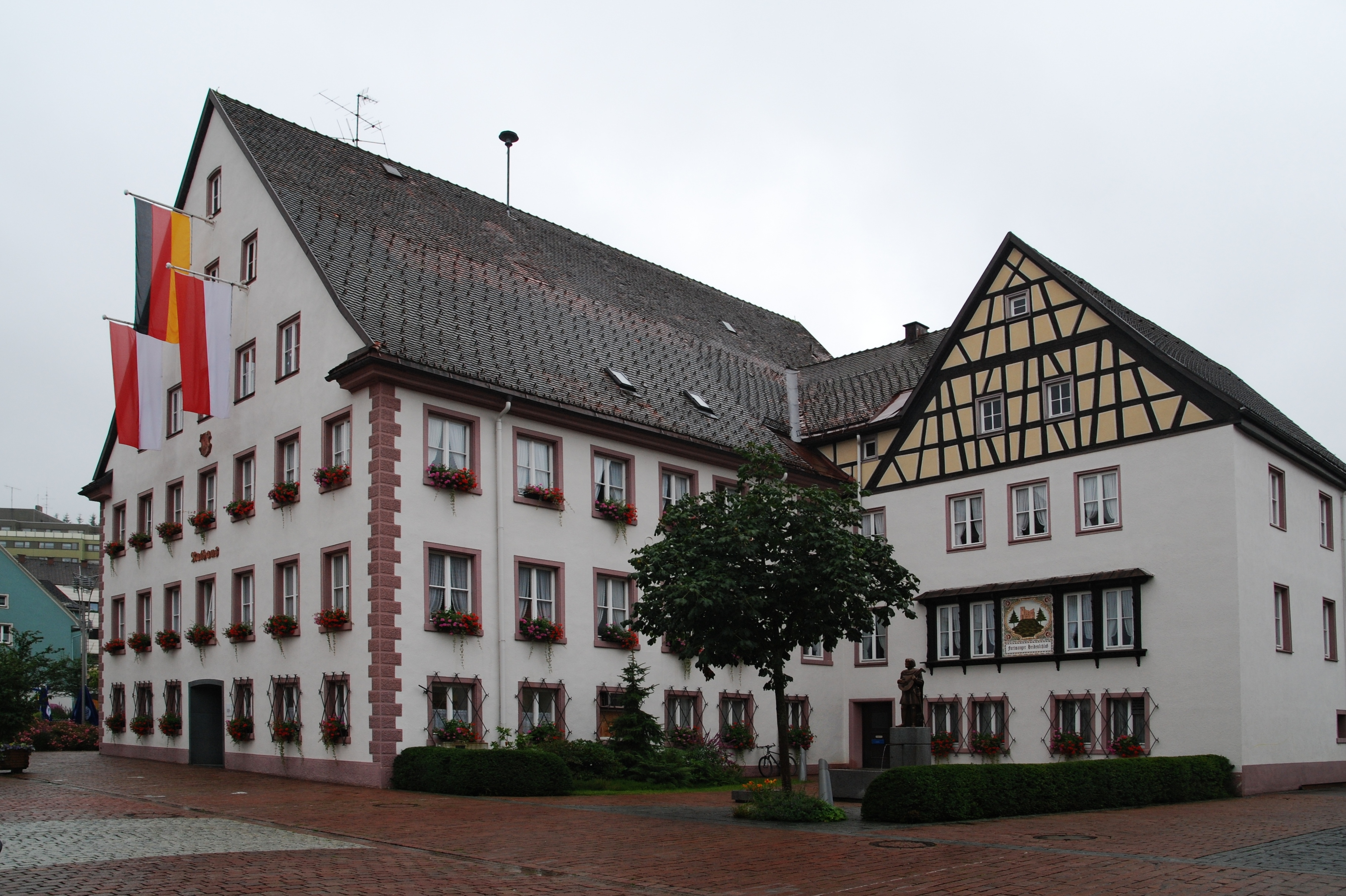
Rathaus (Primăria)

## Personalități născute aici
- Dominik Koepfer (n. 1994), tenismen.

1. ↑  Alle politisch selbständigen Gemeinden mit ausgewählten Merkmalen am 31.12.2018 (4. Quartal) (în germană), Statistisches Bundesamt[*], arhivat din original la 10 martie 2019, accesat în 10 martie 2019
2. ↑  , Statistisches Landesamt Baden-Württemberg, Bibliothek[*] http://www.statistik.baden-wuerttemberg.de/BevoelkGebiet/Bevoelkerung/01515020.tab?R=GS326017 Lipsește sau este vid: |title= (ajutor)